# 8비트 컬러
8비트 컬러(8-bit color) 그래픽스는 컴퓨터 메모리 또는 이미지 파일에 이미지 정보를 저장하는 방식으로, 각 화소가 8비트(1 바이트)로 표현된다. 한 번에 표시할 수 있는 최대 색상 수는 화소당 256개 또는 28개이다.

## 색상 양자화

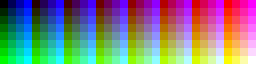
빨간색 3비트, 녹색 3비트, 파란색 2비트로 구성된 8비트 컬러.

트루 컬러 24비트 이미지를 8비트 이미지로 변환하려면 이미지에 색상 양자화라는 프로세스를 거쳐야 한다. 색상 양자화는 색상 밀도가 높은 이미지에서 색상 밀도가 낮은 이미지에 대한 색상 맵을 생성하는 프로세스이다.
가장 간단한 양자화 형태는 인간의 눈이 파란색 빛에 덜 민감하기 때문에 빨간색에 3비트, 녹색에 3비트, 파란색에 2비트를 할당하는 것이다. 이는 다음 표와 같이 배열된 소위 3-3-2 8비트 컬러 이미지를 생성한다.
```
비트    7  6  5  4  3  2  1  0
데이터   R  R  R  G  G  G  B  B
```

이 과정은 최적이 아니다. 색상을 고르게 분산시키는 것을 비효율적으로 만들고 실제 이미지를 잘못 표현할 가능성이 있는 다른 색상 그룹이 있을 수 있다.
대안적인 접근 방식은 팔레트를 사용하는 것인데, 256개의 가능한 인덱스 각각이 더 큰 색 공간(예: 4096개 색상 중에서 선택된 256개 색상)을 가리킨다.
색상 맵에 모든 색상이 있을 필요는 없고 단지 색상 밀도가 더 높은 이미지를 정확하게 표현하기만 하면 되므로, 맵에서 사용 가능한 256개 색상 인덱스 각각에 임의의 색상을 할당할 수 있다.
이러한 맵(팔레트라고도 함)을 생성하는 인기 있는 접근 방식에는 가장 일반적인 256가지 색상을 선택하여 맵을 만드는 인기 알고리즘이 포함된다. 더 정확한 중간 분할 알고리즘은 색상을 정렬하고 분할하여 다른 색상 그룹의 중간값을 찾아 더 정확한 최종 색상 맵을 생성한다.

## 사용
8비트 컬러 이미지의 낮은 메모리 용량과 그로 인한 높은 속도 때문에, 8비트 컬러는 더 많은 메모리와 더 빠른 CPU 속도가 소비자들에게 널리 보급될 때까지 컴퓨터 그래픽 개발에서 흔히 사용되었다. 8비트 컬러는 다음과 같은 다양한 응용 분야에서 사용되었다.
- MSX2 시리즈 개인용 컴퓨터
- 유즈박스 게임 콘솔
- 아타리 팔콘
- 아타리 GTIA의 NTSC 버전
- 티키 100 개인용 컴퓨터 (16색 동시 디스플레이로 제한됨)
- 고해상도 그래픽 보드를 장착한 리서치 머신 380Z 컴퓨터
- 주변 디스플레이가 있는 웨어러블 OS 스마트워치
- 많은 스캐너는 8비트 회색조를 표준으로 사용

그래픽 인터페이스용 VGA 표준은 재정의 가능한 256색(8비트) 컬러 팔레트를 사용했지만, 이들은 18비트 (RGB 채널당 6비트, 262,144색) 색 영역에서 선택되었다. IBM이 1987년에 개발한 VGA 인터페이스는 최대 640x480 화소의 해상도를 지원했다. 이러한 유산 때문에 GIF 및 TIFF와 같은 일부 이미지 유형은 데이터를 저장하기 위해 8비트 컬러 팔레트 시스템을 사용한다.
현재 대부분의 소비자 응용 프로그램에서는 구식으로 여겨지지만, 8비트 컬러 인코딩은 제한된 데이터 대역폭 또는 메모리 용량을 가진 이미징 시스템에서 여전히 유용할 수 있다. 예를 들어, 두 화성 탐사 로버 모두 내비게이션 이미징을 위해 8비트 회색조 형식을 사용했다.

## 문제점
8비트 시스템의 특성상 대부분의 이미지는 다른 색상 맵을 가지고 있다. 8비트 컬러 디스플레이는 다른 색상 맵을 가진 두 이미지를 동시에 표시할 수 없기 때문에, 일반적으로 두 개의 다른 8비트 이미지를 동시에 같은 디스플레이에 표시하는 것은 불가능하다. 실제로는 이러한 문제를 피하기 위해 대부분의 이미지는 256가지 색상의 전체 범위를 사용하지 않는다. 또 다른 문제는 이미지 처리 시 발생한다. 서로 다른 색상 맵을 가진 두 이미지를 서로 추가할 때, 결과 이미지는 새로운 색상 맵을 생성해야 하므로 또 다른 양자화 작업이 발생해야 하며, 이는 결과 이미지가 예상 결과의 불완전한 버전이 된다는 것을 의미한다.

## 오늘날의 8비트 컬러
현재 대부분의 그래픽 하드웨어는 24비트 트루컬러 또는 32비트 트루컬러(24비트 트루컬러 및 8비트 알파 채널)로 실행된다. 그러나 일부 원격 데스크톱 소프트웨어(가상 네트워크 컴퓨팅, 원격 데스크톱 프로토콜)는 대역폭을 절약하기 위해 8비트 컬러로 전환할 수 있다. 현대 컴퓨터의 비교적 저렴한 비용과 빠른 속도로 인해, 일부 이미지 편집은 심지어 카메라의 이미지 센서 화소 각각에서 12비트에서 14비트 사이의 Raw 형식으로 수행되어 편집 중 이미지 품질 저하를 피한다.

## 같이 보기
- 평면형
- 팩드 픽셀
- 15/16비트 컬러 (하이컬러)
- 24비트 컬러 (트루컬러)
- Raw 이미지
- 색 깊이
- 팔레트 목록
- 인덱스 컬러